# Plantas alimentícias não convencionais
Plantas Alimentícias Não Convencionais (conhecidas pelo acrônimo PANC) são plantas com potencial alimentício e desenvolvimento espontâneo, porém não são consumidas em larga escala ou são utilizadas apenas em determinada região. Um exemplo é a Vitória-régia, que é uma planta que contém um fruto alimentício, mas poucas pessoas sabem disso. Também podem ser consideradas PANC partes geralmente não consumidas de plantas comuns, como por exemplo a folha da batata-doce e o "coração" (flor) da bananeira. Todas as partes do chuchu (sementes, raízes, folhas, frutos) são comestíveis.
As PANCs costumam ser cultivadas somente por pequenos produtores e em escala doméstica. Elas abrangem desde plantas nativas e pouco usuais até exóticas e silvestres com uso alimentício direto e indireto como verduras, hortaliças, frutas, castanhas, óleos, féculas cereais e até mesmo condimentos e corantes naturais. 

## Histórico
Em decorrência da alteração da dinâmica e culinária familiar, algumas plantas que faziam parte do repertório popular de nossos ancestrais foram deixando de serem usadas. Grande parte das PANC são rústicas, ou seja, dificilmente são atacadas por pragas, necessitam de pouco cuidado e podem ser fertilizadas em locais não convencionais, como beira de estradas ou terrenos baldios.
O termo PANC foi cunhado pelo professor, pesquisador e botânico Valdely Ferreira Kinupp em sua tese de doutorado em fitotecnia pela UFRGS. O termo é variável, sendo que uma planta que é amplamente consumida dentro do Brasil pode ser considerada uma PANC fora dele, acontecendo o contrário também. Essa diferença encontra-se também em regiões, sendo que em todo o país temos plantas que são consumidas somente em um pequeno território, como por exemplo as PANC da Amazônia, que são pouco consumidas em São Paulo.
O “Manual de hortaliças não-convencionais”, lançado em 2010 pelo Ministério da Agricultura, compila 23 espécies vegetais com partes comestíveis, e auxilia no uso e na parcial identificação de PANC.  Mas é imprescindível a consulta com um especialista, pois algumas PANC podem ser confundidas com plantas perigosas e nocivas a saúde humana. Para identificar essas plantas é preciso se informar com fontes seguras sobre o assunto, porque não existe uma regra exata para o reconhecimento. Saber o nome científico e procurar por ele na internet pode ajudar. É perigoso se ater a nomes populares, porque plantas comestíveis e venenosas às vezes são conhecidas pelo mesmo nome.

## Vantagens
As PANC possuem diversas vantagens quando comparadas às plantas convencionais. Uma de suas vantagens é a disponibilidade, já que essas plantas aparecem em locais diversos, como parques, jardins públicos, praças, e até mesmo em calçadas com alguma vegetação.
As PANC também não sofrem com a utilização de agrotóxicos e adubos químicos, uma vez que, em sua grande maioria, não necessitam de grandes cuidados de plantio para se desenvolverem, graças à sua grande variabilidade genética, que as confere resistência à diferentes temperaturas e condições ambientais adversas, tornando o contato com insetos e outros agentes contaminantes menos recorrente. 
Desta forma, oferecem altas quantidades de nutrientes de uma maneira mais sustentável, preservando a saúde do consumidor. Vale lembrar que PANCs coletadas de ambientes poluídos como calçadas, por exemplo, necessitam de uma higienização mais severa antes do preparo, tendo que passar por processos de cocção. 
Essas plantas podem também indicar a qualidade do solo em que estão presentes, como no caso do “dente de leão”, que sinaliza um solo fértil e compacto; como também no caso dos “trevos”, que sinalizam solo argiloso, com pH baixo e carente de Cálcio e Molibdênio, por exemplo.
As PANC, de uma maneira geral, possuem alto teor de vitaminas e minerais, além de uma grande quantidade de fibras alimentares, o que as confere grande utilidade na alimentação e nutrição de quem as consome. 
Portanto, no aspecto econômico, as PANC também levam vantagem quando comparadas aos vegetais convencionais, justamente por serem, em sua maioria, facilmente cultivadas, sendo menos custosas para o agricultor e, consequentemente, para o consumidor.
|         |          |        |                |                |
| Caruru. | Begônia. | Palma. | Fruta-de-lobo. | Feijão-guandu. |

## Desafios
A falta de estudos sobre o cultivo e incentivo à utilização das PANC em preparações do dia-a-dia compromete o aproveitamento integral do potencial econômico, nutricional e culinário destas hortaliças.  É encontrada uma fragilidade na perda desses ingredientes que pode ser combatida através da valoração e uso real da mega biodiversidade brasileira.
Dados publicados pelo pesquisador alemão Günther Kunkel em 1984, ilustram essa realidade, uma vez que o botânico enumerou cerca de 12,5 mil espécies de plantas potencialmente alimentícias e, ainda assim, atualmente, 90% do alimento mundial vem de apenas 20 espécies.
Dentre as hortaliças, algumas poucas já fazem parte da culinária de algumas regiões do país, como o jambu, na culinária amazônica e o ora-pro-nobis, na culinária mineira. Entretanto, incorporá-las aos hábitos alimentares de populações não tão tradicionais quanto as indígenas, quilombolas  e/ou de pequenos agricultores, ainda é um desafio.

## Cultivo

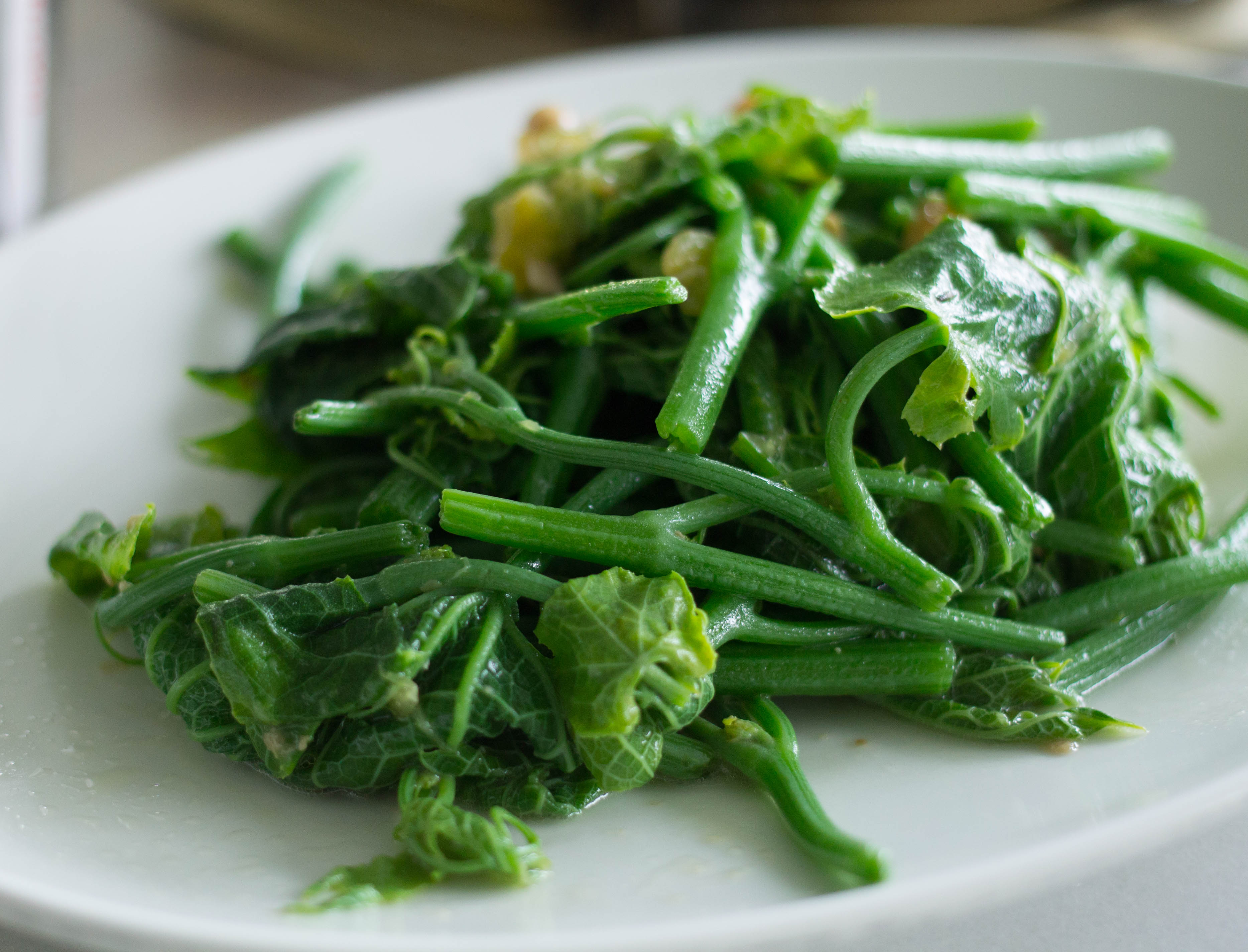
Prato de folhas e brotos de chuchu.

As PANC são, em sua maioria, plantas subespontâneas, ou seja, crescem de maneira espontânea sem que sejam plantadas. Quando cultivadas, são geralmente pouco exigentes em cuidados agronômicos básicos e mais adaptáveis às variações de condição do meio, podendo ocupar espaços onde há pouca insolação, cujo solo não seja tão fértil, úmido ou seco demais para as culturas convencionais. Devido à estas características, são indicadas, também, para o cultivo à nível doméstico.

O conceito geral que envolve o melhor aproveitamento das PANC deve estar relacionado à valorização daquilo que a região local pode oferecer. O interesse não é manipular o solo para produzir alimentos importados de longe, e sim dispor das particularidades de cada ambiente. Todas as regiões do país possuem um grande potencial para explorar essas hortaliças. 

## Consumo
Incentivar o uso das PANC no cotidiano alimentar não implica necessariamente na substituição de ingredientes convencionais pelos não-convencionais, mas sim na incorporação de novos sabores, texturas e nutrientes à preparações já consagradas. Sua utilização, muitas vezes, está relacionada ao modo de vida e à identidade cultural de populações tradicionais, com o preparo e consumo sendo feitos de modo característico nas mais diversas refeições. Cada planta é um ingrediente com sua peculiaridade e forma própria de aplicação. 
Procurando amparar o consumo dessas hortaliças, uma série de estudos científicos vêm sendo realizados para que ocorra uma constante atualização do registro de espécies alimentícias, possibilitando maior conhecimento sobre suas propriedades nutricionais e a segurança do seu uso.

## Exemplos e aplicações

### Araruta (Maranta arundinacea):
PANC cujas estruturas utilizadas para consumo são seus caules rizomatosos. Destas estruturas extrai-se uma fécula que pode ser utilizada por celíacos, pessoas com restrições alimentares ao glúten (doença celíaca). Por não conter glúten, além de ser um amido de ótima digestibilidade, possui uma ampla faixa de distribuição, desde o Nordeste ao Sul do país.
Aplicações
Fabricação de pães e biscoitos.

### Bertalha (Basella alba,Basella alba L. SyneB. rubra):
Planta trepadeira de origem asiática, muito comum no Rio de Janeiro. Pode ser consumida refogada, cozida ou crua. Seus frutos produzem corante alimentar roxo. É de fácil cultivo, em solo fértil e ambientes com iluminação solar.
Aplicações

Em sopas, recheio de tortas e pastéis, saladas e em sucos.

### Capeba, Pariparoba (Piper umbellatum L):
A Capeba é uma planta que existe em muitos Estados brasileiros como Minas Gerais, São Paulo, Espírito Santo e sul da Bahia.
Possui óleo essencial, compostos fenólicos, esteróides, mucilagens, chavicina, pariparobina, jamborandina, piperatina, piperina.
Aplicações
É usada para tratamento de má digestão, doenças do fígado, como icterícia e queimaduras.
As folhas cozidas são usadas como cataplasmas a fim de diminuir o inchaço de erisipelas, furúnculos, tumores, feridas, hemorróidas, filárias e machucaduras.
As sementes trituradas com óleo de linhaça são usadas em furúnculos e abscessos.

As folhas são usadas em forma de "charutos" recheados com carne e temperos.

### Capuchinha (Tropaeolum majus L):
Como hortaliça, além de suas sementes, tem toda a parte aérea comestível, incluindo caule, folhas, flores, botões florais e frutos verdes. É uma planta anual, de cultivo simples, que se alastra com facilidade.
Aplicações

Ornamentais e em molhos, saladas, omeletes. É recomendada, também, como companheira para cultivo com outras espécies, pela sua característica de atrair insetos como borboletas, repelir pulgões e besouros, melhorar o crescimento e o sabor de outras plantas, como de rabanete, repolho, tomate e pepino.